# Koupé-Manengouba
Koupé-Manengouba ist ein Département der Region Sud-Ouest in Kamerun.
Auf einer Fläche von 3404 km² leben nach der Volkszählung 2001 123.011 Einwohner. Die Hauptstadt ist Bangem.

## Gemeinden
1. Bangem
2. Tombel
3. Nguti